# Серый скрытохвост
Серый скрытохвост, или серый криптуреллус (лат. Crypturellus cinereus) — вид наземных птиц семейства тинаму, обитающий на болотах и равнинных лесах северной части Южной Америки. Серый криптуреллус были повсюду в течение многих веков. Они являются частью старинных семейств в современном мире, а их ископаемые останки датируются десятками миллионов лет. Быстрая реакция птицы играет определённую роль в её способности к выживанию.

## Таксономия
Серый скрытохвост является монотипичным видом. Все тинаму из одноимённого семейства, а также в большой схеме бескилевых. В отличие от других бескилевых, тинаму могут летать, хотя в целом, они делают это плохо. Все бескилевые произошли от доисторических птиц, а тинаму являются их ближайшими живыми родственниками.

## Этимология
Название Crypturellus происходит от трёх латинских или греческих слов: kruptos — «покрытый» или «скрытный», oura — «хвост» и ellus — «крошечный». Таким образом, название Crypturellus переводится как «крошечный скрытный хвост». Слово cinereous характеризует окраску птицы.

## Описание
Серый скрытохвост ведёт очень тихий и скрытный образ жизни. Эти птицы примерно 30 см (12 дюймов) в длину. Опознан по дымчато-серому оперению с красно-коричневыми макушкой и затылком. В тёмное время суток оперение равномерного дымчато коричневого цвета. Туловище серого криптуреллуса обычно серое, с коричневато-красным затылком и макушкой. Цвет птицы помогает ей сливаться с окружающей средой, что делает их труднодоступными для хищников, чтобы обнаружить их. Нижняя часть туловища чуть бледнее, чем всё тело, а ноги — тускло-оранжевыми. Самки, как правило, несколько больше по размеру, чем самцы.

## Поведение
Серый скрытохвост особенно известен тем, что его легко услышать, но очень трудно заметить. Для него характерен громкий свист, который можно услышать, главным образом, на рассвете и в сумерках. Их свист имеет уникальную высоту и продолжительность почти две секунды между каждым свистом. Их свист односложный. Птица способна проецировать свой голос, который, кажется, явился из другого места, поэтому, слушая их, найти их точное местоположение, очень трудно. Вокализация между самцами и самками являются идентичными, но всё же заметно отличаются для человеческого уха. Серый криптуреллус — дневная птица. Когда они напуганы или удивлены, то они, как правило, очень быстро убегают. Их инстинкты приспособлены к сильной адаптации, так как птицы проводят большую часть жизни на земле, и вынуждены бегать быстро, чтобы избежать хищников, поэтому их можно редко видеть. Они имеют тенденцию к хождению и бегу, чем к полёту. Они летают, но очень редко и недолго. Серый криптуреллус может находиться в полёте только короткое время, их полёт устойчивый и прямой. Птицы обычно встречаются поодиночке или парами и, как правило, не путешествуют группами.

## Питание
Пищевые привычки серого криптуреллуса зависят от времени года и мест обитания, хотя птицы, в основном, травоядные. Летом их рацион состоит из мелких фруктов, семян и мелких беспозвоночных, однако зимой они обычно едят разнообразные семена и ягоды, подбирая с земли. Считается, что они приносят выгоду природе, так как они поедают большое количество насекомых-вредителей. Молодые особи больше зависят от насекомых, чем когда они взрослые. Серый криптуреллус не выкапывают когтями еду, вместо этого они смотрят под листьями или используют свой клюв.

## Размножение
Серый криптуреллус высиживает свои яйца на лесной подстилке. Особи также являются полигамными. Самцы обычно поют, чтобы привлечь самок. Птицы откладывают два оранжево-розовых яйца в год.

## Среда обитания
Серый криптуреллус обитает в низменных тропических или болотных лесах на высоте до 700 м над уровнем моря. Они предпочитают жить вблизи ручьёв или густых болотных лесов.

## Ареал
Этот вид распространён в южной Колумбии и Венесуэле, Суринаме, Гайаны, Французской Гвиане, северной и западной Бразилии, восточного Эквадоре и Перу, а также на севере Чили.

## Статус
МСОП классифицирует этот вид как находящийся под наименьшей угрозой с существующим ареалом в 5 900 000 км².